# Касаткин, Виктор Иванович
Ви́ктор Ива́нович Каса́ткин (1831—1867) — русский революционер, литератор.

## Биография
Родился в купеческой семье.
В 1858—1862 годах — сотрудник и соиздатель журнала «Библиографические записки» . С начала 1860-х гг.
участвовал в деятельности московских нелегальных революционных кружков и «Земли и воли». С 1859 года был корреспондентом Вольной русской типографии, основанной А. И. Герценом в Лондоне, в которой печатались запрещённые в России произведения, преимущественно демократического, революционного направления.
Корреспондент альманаха Герцена «Полярная звезда».
В июне 1862 года выехал за границу. В том же году привлекался по делу о сношениях с «лондонскими пропагандистами», в частности, во время приезда в Москву в 1862 г. революционера В. И. Кельсиева, сподвижника А. И. Герцена, сотрудника Вольной русской типографии, и за неявку по вызову в декабре 1862 года из-за границы в Россию.
С июня 1862 по 1863 год — один из руководителей типографии общества «Земля и воля» в Берне, организатор транспортировки революционных изданий в Россию.
Заочно привлекался по «Процессу тридцати двух» (1862—1865).
10 декабря 1864 года приговорён Сенатом к лишению всех прав состояния и изгнанию из России навсегда.
Умер скоропостижно в Женеве.